# Leif Wium
Leif Wium (30. august 1920 i Holstebro – 7. oktober 2013) var en dansk direktør og frihedskæmper.
Wium blev handelsuddannet i Aalborg og ønskede at komme til Grønland, hvilket dog ikke lykkedes, fordi hans afrejse til Upernavik i april 1940 blev forhindret af den tyske besættelse af Danmark. Han aftjente sin værnepligt i Den Kongelige Livgarde 1941-42, arbejdede som repræsentant i København, og under Besættelsen gik han ind i modstandsarbejde som afdelingsleder i Holger Danske og medlem af Hjemmefronten. Han anvendte dæknavnene "Leif, Lars, Lennart, Winter, Jepsen" og deltog i illegal presseaktivitet og industrisabotage.
18. januar 1945 blev Leif Wium sammen med andre Holger Danske-folk arresteret af HIPO-korpset ud for Sankt Lukas Stiftelsen i Hellerup. 6. februar ankom han til Frøslevlejren og blev 16. februar sendt mod koncentrationslejren Dachau, hvortil han ankom den 22. februar. Siden blev han den 23. marts sendt til Neuengamme. 29. april 1945 blev han sat på De Hvide Busser, men flygtede fra transporten og indgik atter i illegalt arbejde frem til Befrielsen.
Leif Wium fortsatte sin handelskarriere og fik en række direktørposter i USA, hvor han levede i Connecticut som udlandsdansker. Han var direktør i Carlsberg USA, The Danish Pavillion Expo New York, Revlon Scandinavia og Revlon Danmark.
Han vendte siden hjem til Danmark, hvor han døde i 2013. Han er begravet  på Ringe Kirkegård på Fyn.